# پارنال پلور
پارنال پلور (به انگلیسی: Parnall_Plover) یک هواگرد ملخ‌پیشین تک‌موتوره از نوع جنگنده ساخت شرکت پارنال است. هواگرد پارنال پلور نخستین پروازش را در ۱۹۲۲ میلادی انجام داد. این هواگرد در سال ۱۹۲۳ میلادی رسماً معرفی گردید. در مجموع، تعداد ۱۳ فروند از این هواگرد ساخته شده‌است.
طراح این هواگرد، Harold Bolas بود.